# Frederik Vinding Kruse
Louis Frederik Vinding Kruse (1880-1963) foi um jurista dinamarquês. De 1914 a 1950 ele foi professor na escola anteriormente conhecida como Rets - og Statsvidenskabelige Fakultet (Faculdade de Jurisprudência e Ciência Política), hoje conhecida como o Juridiske Fakultet, Faculdade Jurídica da Universidade de Copenhague.

## Vida
Ele foi um dos juristas mais admirados de sua época e recebeu a medalha Hans Christian Ørsted em 1933 por sua obra de cinco volumes Ejendomsretten (Direito de Propriedade).
Em 1940, ele foi oferecido uma posição no governo alemão, que ele recusou, apesar de concordar com os objetivos da direita política da época na Europa.
Após a Segunda Guerra Mundial, ele foi acusado de ter sido um Nazista pelo professor Alf Ross, mas ele continuou o seu trabalho como jurista e autor.
Vinding Kruse foi um seguidor da pura filosofia do direito natural, e foi um forte crítico da ideia de que os tribunais devem consistir de um grupo da elite para dirigir as massas em direção a uma condição moral mais avançada através do controle das tendências naturais más do homem. Alf Ross se tornou um grande adversário de Vinding Kruse, e o principal foco de Vinding Kruse em suas afiadas críticas foi a dissertação de Alf Ross, Læren om Retskilderne (1926), que foi um fator importante na recomendação de Vinding Kruse que Alf Ross não continuasse a fazer parte do corpo docente.
Louis Frederik Vinding Kruse nasceu no dia 30 de julho de 1880, em Thisted, filho de Christoffer Vinding Kruse e Maren Oline Nielsen. Ele casou-se no dia 20 de dezembro de 1920 na Igreja Jerusalém, em Copenhague, com Pouline Petersen, nascida no dia 24 de fevereiro de 1884, em Helsingør. Ela já havia sido casada com Aage Viggo Gertsen Kempel em 1904, mas se divorciou dele.
Frederik e Maren tiveram um filho, Anders Vinding Kruse, nascido no dia 4 de Maio de 1921, em Copenhague. Anders acompanhou seu pai no direito: foi Bacharel em direito em 1947, e Doutor em direito em 1950. Em 1951, tornou-se professor na Universidade de Aarhus e de 1955 a 1991 na Universidade de Copenhague. Em 1968, tornou-se professor convidado na Universidade da Califórnia, Berkeley. Anders
casou-se com uma assistente social, Tove V. K. Stormlund, em 1951, e eles tiveram uma filha, Sysette Vinding Kruse em 1954, e um filho, Søren Vinding Kruse em 1958. Anders morreu no dia 15 de janeiro de 1995.
Para uma biografia detalhada, ver Frederik Vinding Kruse (1880-1963): En Juridisk Biografi por Jens Evald (ISBN 87-574-1242-1), publicado em 2006, Jurista - og Økonomforbundets Forlag (dinamarquês).